# Halde Schöttelheide
Koordinaten: 51° 33′ 39″ N, 6° 53′ 21″ O

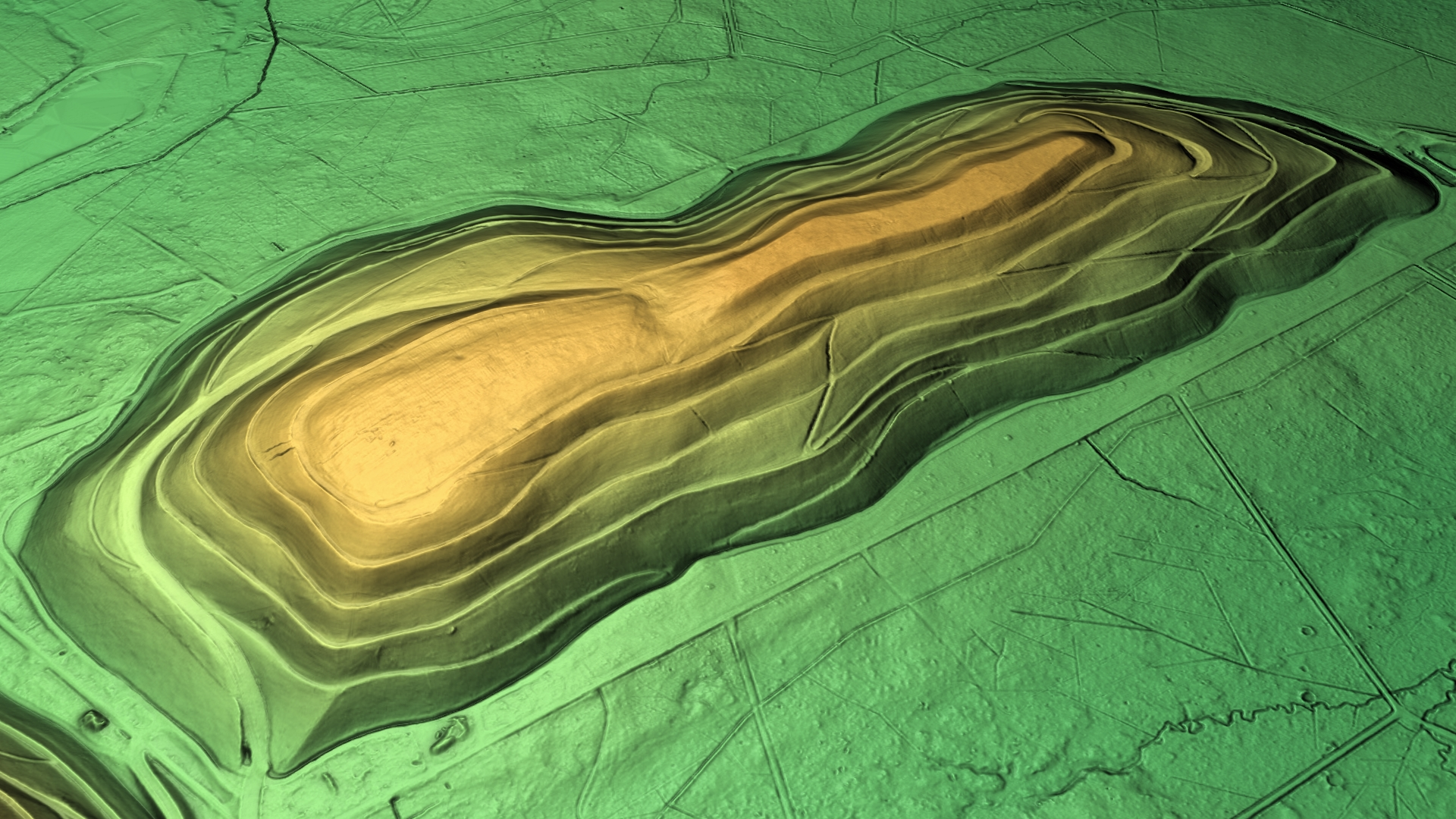
3D-Ansicht des digitalen Geländemodells

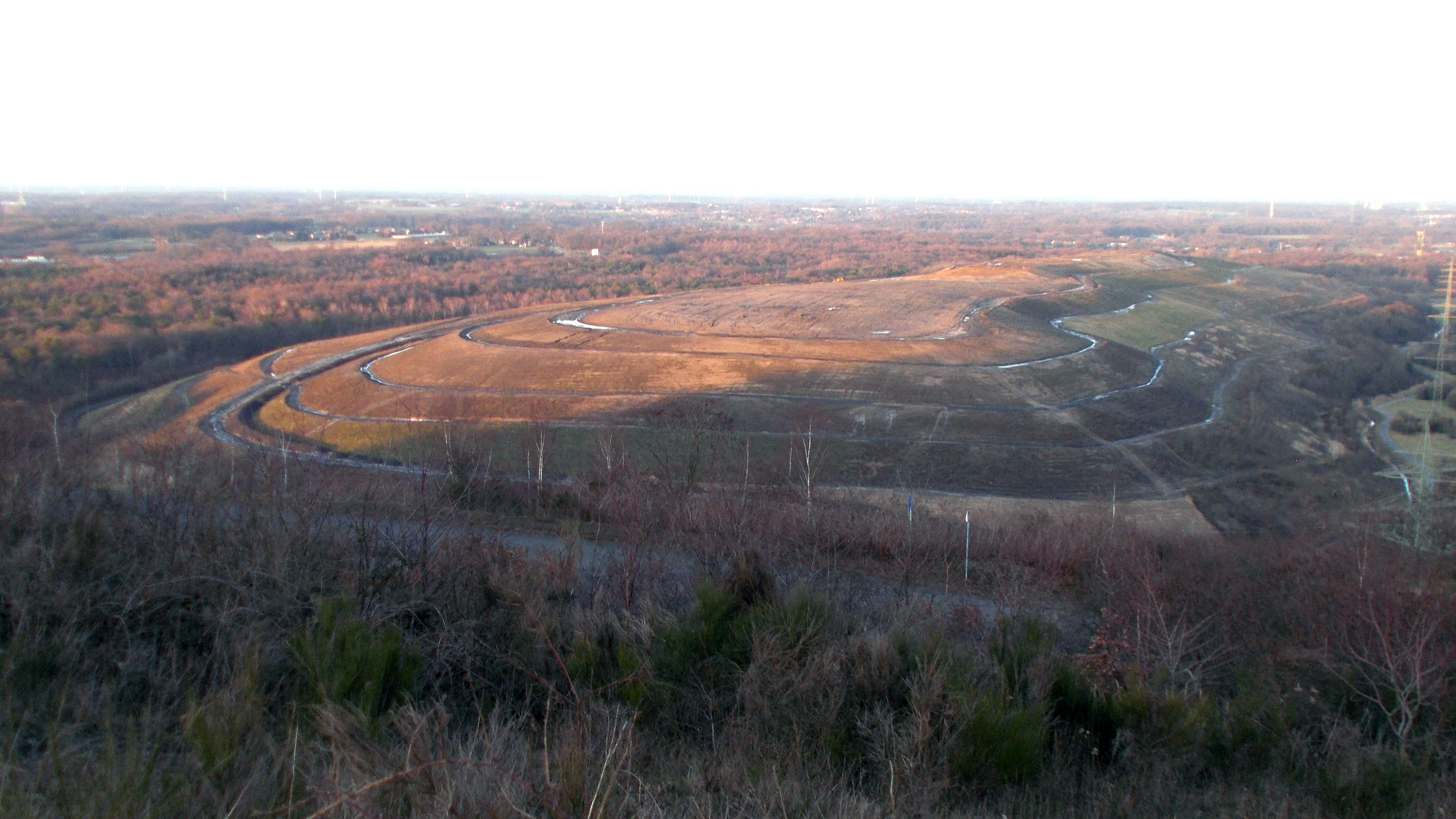
Blick von der Halde Haniel auf die Halde Schöttelheide (2019)

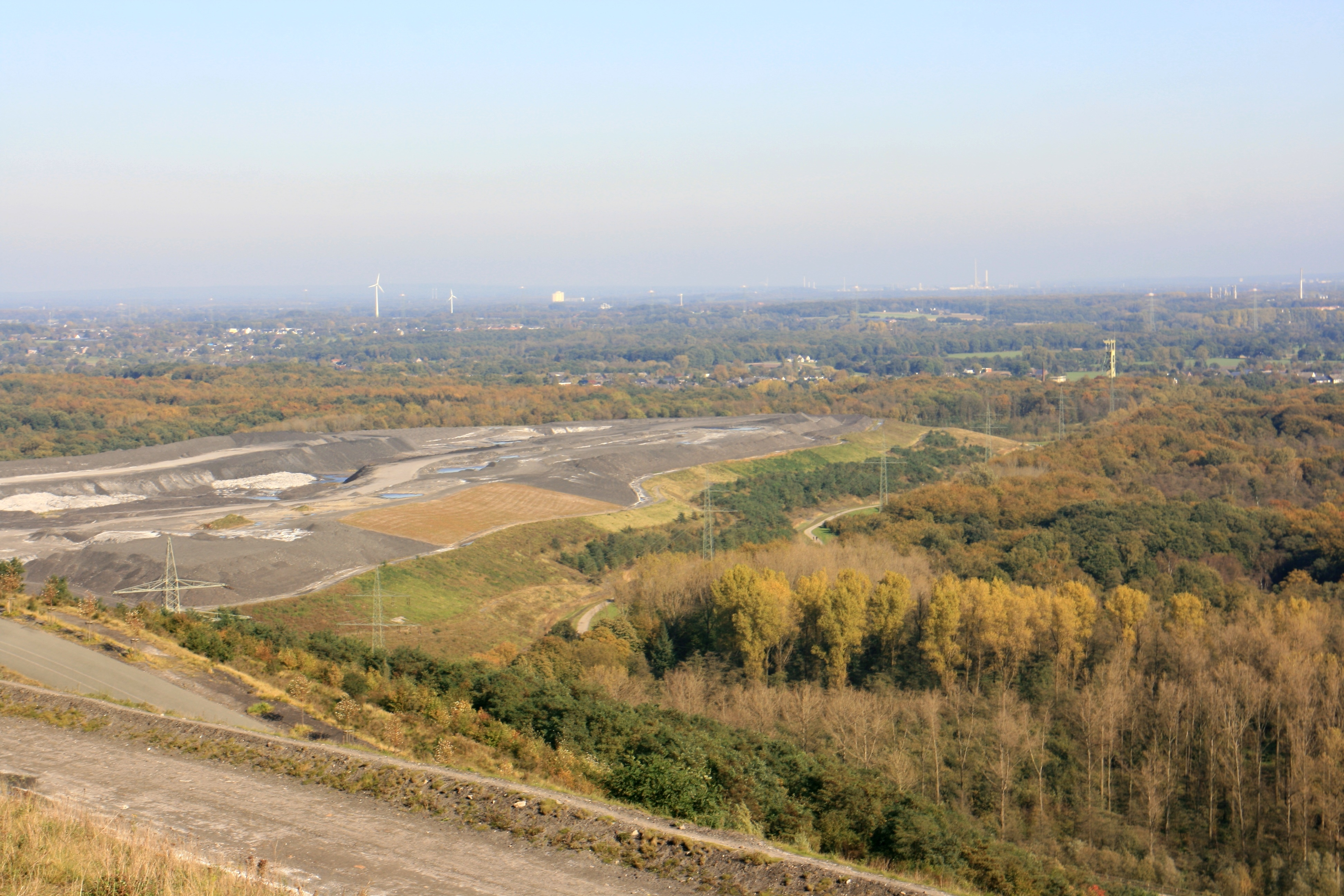
Blick von der Halde Haniel auf die Halde Schöttelheide (2012)

Die Halde Schöttelheide ist eine Bergbauabraumhalde im Bottroper Stadtteil Grafenwald unweit der Halde Haniel. Sie wird gelegentlich auch Halde Haniel-Nord genannt.
Die Halde liegt zum Teil auf dem Grundstück des ehemaligen Gutshofes Fernewald. Der Gutshof brannte 1995 größtenteils ab und wurde 1997 aufgegeben. Die restlichen Hofgebäude wurden 2000 abgebrochen. Das Grundstück für das Landschaftsbauwerk wurde später von der RAG vom Regionalverband Ruhr gepachtet um den Abraum des Bergwerks Prosper-Haniel zu lagern. Die Halde hat eine Grundfläche von ca. 66,7 ha. Bis zum Ende des Bergbaus Ende 2018 wurden 32 Millionen Tonnen Gestein aufgeschüttet. So wuchs die Schöttelhalde bis auf eine Höhe von ca. 120 m heran. Zuletzt betrug die Abraummenge bis zu 18.000 Tonnen täglich. Das Nebengestein aus Schiefer, Schieferton und Sandstein enthält oft Fossilien von Pflanzen aus dem Karbon. Schon bei Festlegung des Landschaftsbauwerks im Jahre 1999 wurde eine zukünftige Nutzung als Naherholungsgebiet mit eingeplant. Die erste Aufschüttung begann 2001. Ab 2012 wurden an der Stufenhalde bereits Wege modelliert und Pflanzungen vorgenommen. Ein Drainagesystem nimmt die salzigen Abwässer auf und leitet diese in die Emscher.
Aktuell ist die Halde für Besucher nicht zugänglich, da dort zur Zeit Renaturierungsmaßnahmen stattfinden. Die Halde Schöttelheide wird mit Mutterboden aufgeschüttet und mit verschiedenen Gehölzen bepflanzt, darunter verschiedene Kirscharten, Walnuss, Bergahorn und Kiefern. Auch haben sich bereits Tiere aus dem benachbarten Waldgebiet auf dem Gelände angesiedelt. Später soll ein Weg die Besucher auf das Plateau führen.